# Super Robot Wars
Super Robot Wars (スーパーロボット大戦, Sūpā Robotto Taisen) é uma franquia de videojogos de RPG táctico criados pela Banpresto, que é agora uma divisão japonesa da Namco Bandai. A principal característica da franquia é ter uma história que mistura (crossover) diversos animes, mangás e videojogos mecha populares, permitindo que personagens e mecha de diferentes títulos se aliem ou combatam entre si. O primeiro jogo da franquia foi lançado para o Game Boy em 20 de abril de 1991, tendo dado origem a numerosos videojogos que foram mais tarde lançados em várias consolas e consolas portáteis. Devido à natureza dos videojogos crossover e às questões de licenciamento envolvidas, apenas três jogos da franquia foram lançados fora do Japão, contendo apenas os personagens e mecha originais da Banpresto.

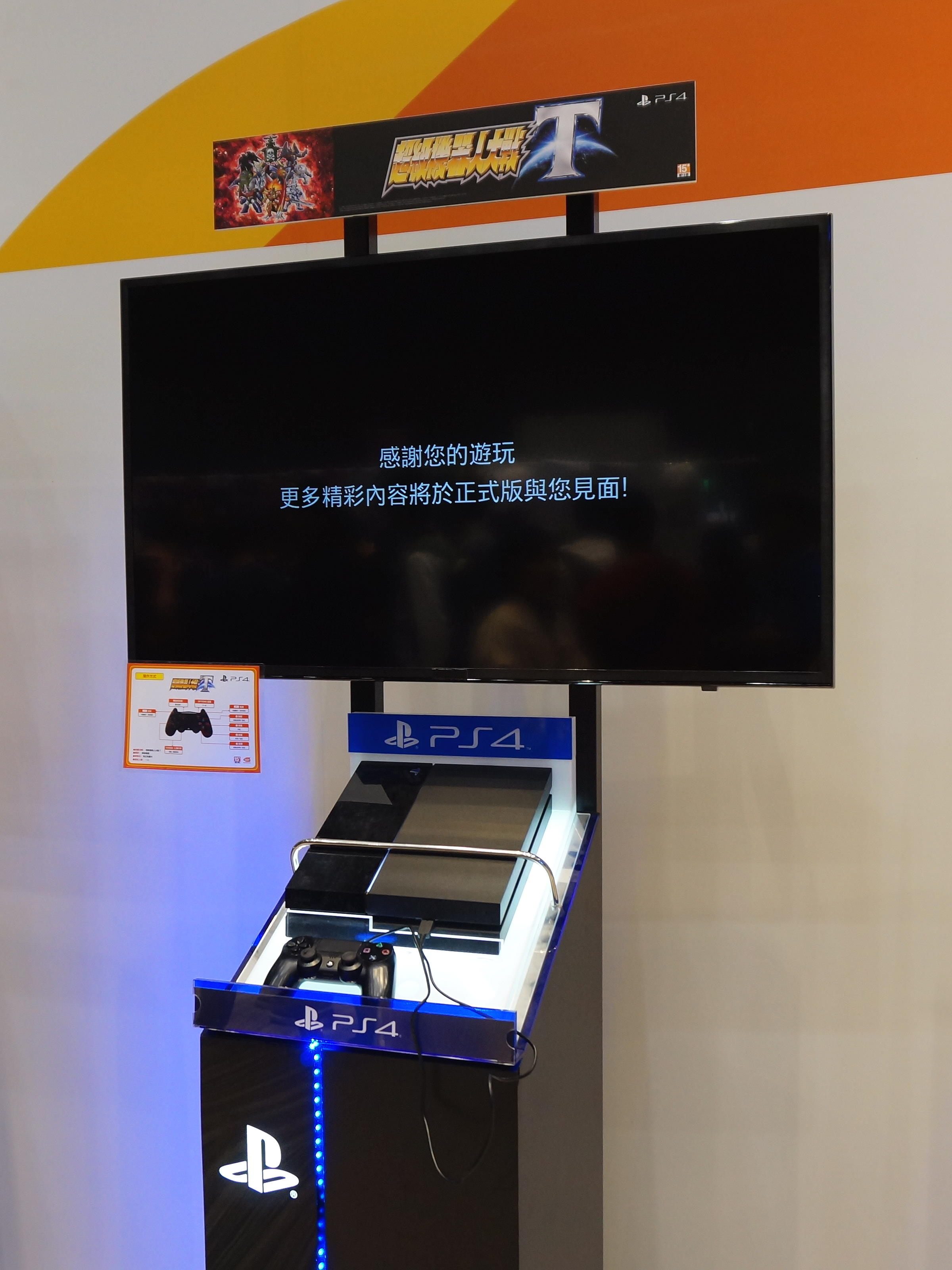
Super Robot Wars T trial play no estande da BNET.

Muitas das músicas relacionadas à franquia são interpretadas pelo JAM Project.